# Mikko Keskinarkaus
Mikko Keskinarkaus (* 29. Juni 1979 in Rovaniemi) ist ein ehemaliger finnischer Nordischer Kombinierer. Er startete zu seiner aktiven Zeit für den Verein Lahden Hiihtoseura und nahm für Finnland 2002 an den Olympischen Winterspielen teil.

## Karriere
Am 20. Dezember 1997 startete Mikko Keskinarkaus beim B-Weltcup im heimischen Vuokatti und belegte hinter dem Russen Dmitri Sinizyn und vor dem Norweger Kenneth Braaten den zweiten Platz. Für Finnland nahm er 1998 an den Nordische Junioren-Skiweltmeisterschaften 1998 in St. Moritz teil. Beim Staffelwettbewerb bildete er gemeinsam mit Jaakko Tallus, Samppa Lajunen und Hannu Manninen die Staffel und die finnische Staffel konnte sich den Junioren-Weltmeistertitel vor Slowenien und der Schweiz sichern. Er durfte in der Saison 1997/98 auch im Weltcup der Nordischen Kombination und beendete die Saison in der Gesamtwertung auf den 41. Platz mit insgesamt 210 gesammelten Weltcup-Punkten.
Am 15. Dezember 2000 konnte Mikko Keskinarkaus erneut im B-Weltcup auf den Podium stehen. Beim Sprint-Wettwebewerb in Calgary belegte er hinter Denis Tishagin aus Russland und Jan Rune Grave aus Norwegen den dritten Platz. Zudem belegte er am 16. Januar 2001 beim B-Weltcup in Val di Fiemme hinter seinen Landsmann Antti Kuisma den zweiten Platz. Beim Weltcup in Oslo konnte er am 9. März 2001 konnte er mit den 15. Platz einen Platz unter den Top 15 belegen und am Tag darauf platzierte er sich im Sprint mit den neunten Platz unter den Top 10. Am Ende der Saison 2000/01 belegte er mit 296 Punkten den 31. Platz.
Beim Weltcup in Val di Fiemme am 9. Januar 2002 bildete Mikko Keskinarkaus gemeinsam mit Samppa Lajunen und Jaakko Tallus die finnische Staffel. Sie gewannen den Wettbewerb vor den Staffeln aus Österreich und Deutschland. Damit konnte er seinen ersten und einzigen Weltcup gewinnen. Bei den Weltcups in Reit im Winkl und Ramsau konnte er im Sprint bzw. im Massenstart seine besten Einzelergebnisse im Weltcup erzielen. Durch seine guten Leistungen qualifizierte er sich für die Olympischen Winterspiele 2002 in Salt Lake City und wurde vom Suomen Olympiakomitea für die Winterspiele nominiert. Er durfte dort in beiden Einzelwettbewerben. Nachdem er in diesen Einzelwettbewerben den 28. bzw. 23. Platz belegt hatte, wurde er nicht für die Goldstaffel der Finnen, welche aus Samppa Lajunen, Jari Mantila, Jaakko Tallus und Hannu Manninen bestand, nominiert. In der Gesamtwertung der Saison 2001/02 belegte er mit 669 Punkten den 15. Platz. Im Sprint-Wettbewerb belegte er den 14. Platz. In beiden Wertungen waren diese Ergebnisse die besten in seiner Karriere.
Nachdem Mikko Keskinarkaus am 22. Januar 2003 beim B-Weltcup in Klingenthal mit den vierten Platz knapp einen Podestplatz verpasst hat, gewann er den Sprint-Wettbewerb einen Tag darauf an derselben Stelle vor Sverre Rotevatn aus Norwegen und Mathieu Martinez aus Frankreich. Nach der Saison beendete der damals 23-Jährige seine aktive Karriere.